# Eldridge (Alabama)
Eldridge és una població dels Estats Units a l'estat d'Alabama. Segons el cens del 2000 tenia 184 habitants.

## Demografia
Segons el cens del 2000, Eldridge tenia 184 habitants, 69 habitatges, i 52 famílies. La densitat de població era de 101,5 habitants/km².
Dels 69 habitatges en un 21,7% hi vivien nens de menys de 18 anys, en un 53,6% hi vivien parelles casades, en un 15,9% dones solteres, i en un 24,6% no eren unitats familiars. En el 24,6% dels habitatges hi vivien persones soles el 18,8% de les quals corresponia a persones de 65 anys o més que vivien soles. El nombre mitjà de persones vivint en cada habitatge era de 2,33 i el nombre mitjà de persones que vivien en cada família era de 2,71.
Per edats la població es repartia de la següent manera: un 28,8% tenia menys de 18 anys, un 8,7% entre 18 i 24, un 21,2% entre 25 i 44, un 18,5% de 45 a 60 i un 22,8% 65 anys o més.
L'edat mediana era de 36 anys. Per cada 100 dones hi havia 84 homes. Per cada 100 dones de 18 o més anys hi havia 65,8 homes.
La renda mediana per habitatge era de 30.250 $ i la renda mediana per família de 35.313 $. Els homes tenien una renda mediana de 26.875 $ mentre que les dones 24.167 $. La renda per capita de la població era de 18.227 $. Aproximadament el 5,5% de les famílies i el 13,6% de la població estaven per davall del llindar de pobresa.

## Poblacions més properes
El següent diagrama mostra les poblacions més properes.